# Aralia ferox
Aralia ferox là một loài thực vật có hoa trong Họ Cuồng. Loài này được Miq. mô tả khoa học đầu tiên năm 1856.